# Elisa Acuña
Elisa Acuña Rosseti (Mineral del Monte, 8 de octubre de 1887-Ciudad de México, 12 de noviembre de 1946) fue una maestra y periodista anarcofeminista. Es conocida por su dedicación a la educación y su carrera de revolucionaria y antirreeleccionista. Fue una luchadora activa contra el gobierno de Porfirio Diaz y formó parte del grupo directivo del Partido Liberal Mexicano. Estuvo presa en la cárcel de Belén en 1904, donde forjó muchas de sus ideas. Murió de cáncer gástrico en la Ciudad de México.

## Biografía
Nació en Mineral del Monte (Hidalgo) y su nombre completo era María Elisa Brígida Lucía Acuña Rosseti, aunque está registrado de varias formas diferentes (Elisa Acuña Rosseti, Elisa Acuña Rossetti, Elisa Acuña y Rossetti y Elisa Acuña de Rossetti). Según ella misma, la forma correcta era Elisa Acuña Rosseti. Fue hija de Antonio Acuña, nacido en Atotonilco el Grande, y de Mauricia Rosete -aunque lo escribía Rosseti- nacida en Puebla.
En 1900, finaliza sus estudios de magisterio y sólo con 13 años, obtuvo el título de maestra. Comenzó a ejercer su profesión en las zonas rurales de su localidad. Trabajó como maestra desde tan joven debido a la situación histórica del momento, ya que se necesitaban profesoras en materias básicas como lectura y escritura. También, en esta época se fue aceptando a las mujeres en la docencia mientras fueran viudas o estuvieran solteras porque se consideraba que así soportarían mejor las condiciones del magisterio en las zonas rurales.

### Inicios en el Club Liberal Ponciano Arriaga
Durante los tres años en que ejerció la enseñanza en las zonas rurales de su localidad natal, Acuña fue tomando una posición ideológica. Del 5 al 11 de febrero de 1901 participó en el Primer Congreso de Clubes Liberales. Se afilió al Club Liberal “Ponciano Arriaga”, la primera agrupación que se fundó en el país cuando el régimen porfirista se encontraba en todo su apogeo.
El Club Liberal Ponciano Arriaga se había formado en San Luis Potosí el 13 de septiembre de 1900, a partir de la “Invitación al Partido Liberal” suscrita por el ingeniero Camilo Arriaga el 30 de agosto anterior. Arriaga fue nombrado presidente; Antonio Díaz Soto y Gama, vicepresidente, y en su órgano directivo se encontraron, entre otros Juan Sarabia, Ricardo Flores Magón y su hermano Enrique; tres mujeres formarían parte de esa directiva: Juana B. Gutiérrez de Mendoza, Elisa Acuña y María del Refugio Vélez.  Su órgano de difusión fue Renacimiento. El club había sido el organizador del Primer Congreso Liberal, en el cual se le asignó el papel de Centro Director de la Confederación de Clubes Liberales. La celebración del Segundo Congreso Liberal, previsto para el 24 de enero de 1902, fue impedida por Heriberto Barrón, diputado reyista, apoyado por una fuerza militar disfrazada de civiles. Se reinstaló en Ciudad de México el 5 de febrero de 1903.  El 11 de abril del mismo año, emitió otro manifiesto llamando a apoyar un candidato liberal para competir contra el general Porfirio Díaz en las elecciones de 1904. La mayoría de sus miembros marchó al exilio a fines de 1903 y principios de 1904. El club se escindió y disolvió para dar paso a la Junta Organizadora del Partido Liberal Mexicano el 28 de septiembre de 1905.
En toda esta evolución se involucró Acuña. En 1903 se acercó al grupo que se creó alrededor de los hermanos Ricardo y Enrique Flores Magón, de ideología revolucionaria. Se presentó a ellos en las oficinas de El Hijo del Ahuizote, les declaró su ideología liberal y ofreció sus servicios para liberar al pueblo mexicano. Los hermanos quedaron impresionados y acabarían por invitarla a formar parte de la junta directiva del Centro Director de la Confederación de Clubes Liberales de la República. Inició su trabajo periodístico en artículos de periódicos como Excélsior y El Duende de Veracruz, con textos contra la dictadura de Porfirio Díaz. Junto con Juana Belén Gutiérrez de Mendoza estableció en Guanajuato, Vésper, periódico contrario a Díaz y a la influencia de la Iglesia Católica, defensor de la causa de mineros y obreros. Afectado también por las vicisitudes de los liberales, Vésper pasaría a publicarse en Ciudad de México, luego en Laredo y después en San Antonio -ambas en el exilio en Texas- y nuevamente en México.
El 27 de febrero de 1903 firmó, como vocal quinta, el “Manifiesto del Club Liberal Ponciano Arriaga, centro director de la Confederación de Clubes Liberales de la República”, redactado por Camilo Arriaga, Antonio Díaz Soto y Gama y Juan Sarabia desde Ciudad de México y publicado en El Hijo de Ahuizote. En este manifiesto se pide la organización y libertad de expresión de más clubes liberales y clubes antirreeleccionistas.
El 16 de abril de 1903 ingresan en la cárcel Juan Sarabia, Enrique Flores Magón, Alfonso Cravioto, Santiago R. de la Vega y Ricardo Flores Magón. Son detenidos después de que la policía revise las oficinas de El Hijo de Ahuizote, en ese momento a cargo de Ricardo Flores Magón. Son acusados de ultrajes a los agentes de la autoridad. Este periódico y otros como Vésper se cerraron. Aunque estuvieran encerrados, conseguían que les llegaran libros y documentos, lo que hizo que la celda se convirtiera en una especie de "sede del periódico". Fueron liberados en octubre. Hasta inicios de 1904, la mayoría de los dirigentes del Club Liberal Ponciano Arriaga pasaron en algún momento por la prisión de Belén, en Ciudad de México. Acuña y Gutiérrez de Mendoza coincidieron en ese presidio en 1904 y a la salida se exiliaron en Texas, primero en Laredo y luego en San Antonio.

### Exilio y revolución
Acuña, Gutiérrez de Mendoza y Dolores Jiménez Muro -a quien conoció en la cárcel- fundaron el grupo Hijas de Cuauhtémoc que pedía cambios políticos para alcanzar la igualdad de género. Crearon el periódico Fiat Lux, de tendencia socialista al tiempo que continuaba colaborando en Vésper. Más tarde fundaría otro periódico, La Guillotina y entre 1911 y 1912 colaboró en Nueva Era. Fundó la organización Socialismo Mexicano, en Ciudad de México. Apoyó la candidatura de Francisco I. Madero a la presidencia.
Junto a Belén y Jiménez y Muro fundaron las Hijas de Anáhuac, un grupo mediante el cual alrededor de 300 mujeres libertarias se juntaron para demandar al gobierno mejores condiciones laborales para las mujeres, propugnaban huelgas laborales y exigían un cambio político de fondo. Sin su continuo activismo no se podría haber dado el posterior feminismo mexicano ni la mayoría de las conquistas que la Constitución de 1917 añadió en beneficio de las mujeres.
Apoyó la candidatura de Madero en 1911 y tras su asesinato se opuso al gobierno de Huerta, publicando panfletos y manifiestos, por lo que fue perseguida una vez más. Colaboró con las fuerzas de Emiliano Zapata como propagandista en Puebla y más tarde fue enlace entre zapatistas y carrancistas. Permaneció fiel al Ejército Libertador del Sur hasta abril de 1919.
Acabado el periodo revolucionario, trabajó en el Consejo Feminista Mexicano, en la Liga Panamericana de Mujeres y en el departamento de prensa de la Biblioteca Nacional (origen de la Hemeroteca Nacional de México). Fue jefa de la sexta Misión Cultural en Zacatecas, Aguascalientes, y San Luis Potosí.
Falleció en 1946.